# Макс Бралиър
Макс Бралиър (на английски: Max Brallier) е американски писател, автор на бестселъри в жанра детска литература. Писал е и под псевдонима Джак Шабърт (на английски: Jack Chabert).

## Биография и творчество
Макс Бралиър е роден на 8 септември 1983 г. в Белмонт, Масачузетс, САЩ, в семейството на Джес Бралиър, издател, е Сали Шабърт. Завършва Итака Колидж през 2005 г. с бакалавърска степен по филмова продукция и творческо писане.
Първата му документална книга „Reasons To Smoke“ е публикувана през 2007 г. През 2011 г. започва да пише книги за деца.
През 2015 г. е издадена книгата му „Бягството на неоновия кренвирш“ от детската поредица „Галактически хотдог“.
Същата година е издадена и книгата му „Последните деца на земята“ от едноименната поредица. Тя става бестселър, както и другите книги от поредицата.
През юли 2014 г. се жени за Алис Даймънд. Имат дъщеря – Лили.
Макс Бралиър живее със семейството си в Ню Йорк.

## Произведения

### Като Макс Бралиър

#### Серия „Можеш ли да оцелееш в зомби апокалипсиса?“ (Can You Survive the Zombie Apocalypse?)
1. Can You Survive the Zombie Apocalypse? (2011)
2. Highway to Hell (2016)

#### Серия „Галактически хотдог“ (Galactic Hot Dogs)
1. Cosmoe's Wiener Getaway (2015)
Галактически хотдог: Бягството на неоновия кренвирш, изд.: „ProBook“, София (2017), прев. Боряна Даракчиева
2. The Wiener Strikes Back (2016)
3. Revenge of the Space Pirates (2017)

#### Серия „Последните деца на Земята“ (Last Kids on Earth)
1. The Last Kids on Earth (2015)
Последните деца на земята, изд.: „ProBook“, София (2017), прев. Боряна Даракчиева
2. The Zombie Parade (2016)
3. The Nightmare King (2017)
4. The Cosmic Beyond (2018)

#### Серия „Академия на рицарите лего“ (Lego Nexo Knights Academy)
1. The Forbidden Power (2017)
2. The School Sorcerer (2017)

#### Участие в общи серии с други писатели

##### Серия „Време за приключения“ (Adventure Time)
- How to Catch a Princess (2013) – с Шейн Л. Джонсън
- A Christmas-Tastic Carol (2014)

от серията има още 5 романа от различни автори

#### Сборници
- Tales from the Land of Ooo (2013)

#### Документалистика
- Reasons To Smoke (2007)
- Reasons to Drink (2009)
- Toilet Trivia (2009)
- Man Enough? (2012)

### Като Джак Шабер

#### Серия „Училище „Елементарно зло“ (Eerie Elementary)
1. The School Is Alive! (2014)
2. The Locker Ate Lucy! (2014)
3. Recess Is a Jungle! (2016)
4. The Science Fair is Freaky! (2016)
5. School Freezes Over! (2016)
6. Sam Battles the Machine! (2017)
7. Classes Are Canceled! (2017)
8. The Hall Monitors Are Fired! (2018)
9. The Art Show Attacks! (2018)